# كريستيان باور (لاعب شطرنج)
كريستيان باور Christian Bauer (ولد في 11 يناير 1977) لاعب شطرنج فرنسي يحمل لقب أستاذ كبير.
- فاز ببطولة فرنسا للشطرنج ثلاث مرات.
- فاز بالمركز الثاني في مهرجان كالفيا للشطرنج عام 2005.
- فاز بالمركز الأول في دورة فيسنت بونيل عام 2009، متفوقاً على 21 أستاذ كبير و33 لاعبين يحملون ألقاباً أخرى.
- له مؤلفات وكتابات في الشطرنج.
- من كتبه : لعب ب 26 نظام افتتاحي حديث للأسود عام 2005، ملفات فيليدور عام 2006، لعب الافتتاح الإسكندنافي عام 2010.

## وصلات خارجية
- كريستيان باور على موقع الاتحاد الدولي للشطرنج (الإنجليزية)
- كريستيان باور على موقع مباريات الشطرنج (الإنجليزية)
- كريستيان باور على موقع 365Chess.com (الإنجليزية)
- كريستيان باور على موقع Chesstempo.com (الإنجليزية)
- كريستيان باور سجل أولمبياد الشطرنج على موقع OlimpBase.org (الإنجليزية)